# 児玉駿斗
児玉 駿斗（こだま しゅんと、1998年12月3日 - ）は、大阪府出身のサッカー選手。徳島ヴォルティス所属。ポジションは、ミッドフィールダー（MF）。

## 来歴
摂津FC、LEO SCを経て、高校時代は地元の大阪府を離れ、千葉県の中央学院高校へ入学。ドリブル主体のサッカーが持ち味のチームで技術に磨き、3年次は主将を務めた。高校卒業後は、東海学園大学へ進学した。
大学1年次の2018年3月、2021年からの名古屋グランパス加入が内定し、同日に特別指定選手に承認され、名古屋に選手登録された。同年4月7日のJ1第6節北海道コンサドーレ札幌戦にて公式戦初出場。同年5月16日のルヴァンカップ・グループステージ第6節ガンバ大阪戦で、公式戦初得点を記録した。
2021年9月20日、SC相模原へ育成型期限付き移籍。
2021年12月29日、徳島ヴォルティスへの完全移籍が発表された。

## 所属クラブ
- 摂津FC
- LEO SC
- 中央学院高等学校
- 東海学園大学
  - 2018年3月 - 2019年  名古屋グランパス（特別指定選手）
- 2021年  名古屋グランパス
  - 2021年9月 - 12月 SC相模原（育成型期限付き移籍）
- 2022年 -  徳島ヴォルティス

## 個人成績
| 国内大会個人成績 | 国内大会個人成績 | 国内大会個人成績 | 国内大会個人成績 | 国内大会個人成績 | 国内大会個人成績 | 国内大会個人成績 | 国内大会個人成績 | 国内大会個人成績 | 国内大会個人成績 | 国内大会個人成績 | 国内大会個人成績 |
| 年度             | クラブ           | 背番号           | リーグ           | リーグ戦         | リーグ戦         | リーグ杯         | リーグ杯         | オープン杯       | オープン杯       | 期間通算         | 期間通算         |
| 年度             | クラブ           | 背番号           | リーグ           | 出場             | 得点             | 出場             | 得点             | 出場             | 得点             | 出場             | 得点             |
| 日本             | 日本             | 日本             | 日本             | リーグ戦         | リーグ戦         | リーグ杯         | リーグ杯         | 天皇杯           | 天皇杯           | 期間通算         | 期間通算         |
| ---------------- | ---------------- | ---------------- | ---------------- | ---------------- | ---------------- | ---------------- | ---------------- | ---------------- | ---------------- | ---------------- | ---------------- |
| 2018             | 名古屋           | 38               | J1               | 8                | 0                | 1                | 1                | -                | -                | 9                | 1                |
| 2019             | 名古屋           | 35               | J1               | 0                | 0                | 1                | 0                | -                | -                | 1                | 0                |
| 2021             | 名古屋           | 27               | J1               | 0                | 0                | 0                | 0                | 0                | 0                | 0                | 0                |
| 2021             | 相模原           | 40               | J2               | 8                | 3                | -                | -                | -                | -                | 8                | 3                |
| 2022             | 徳島             | 20               | J2               | 37               | 0                | 5                | 1                | 1                | 0                | 43               | 1                |
| 2023             | 徳島             | 20               | J2               | 20               | 1                | -                | -                | 2                | 0                | 22               | 1                |
| 2024             | 徳島             | 20               | J2               | 30               | 2                | 1                | 0                | 1                | 0                | 32               | 2                |
| 2025             | 徳島             | 7                | J2               |                  |                  |                  |                  |                  |                  |                  |                  |
| 通算             | 日本             | 日本             | J1               | 8                | 0                | 2                | 1                | -                | -                | 10               | 1                |
| 通算             | 日本             | 日本             | J2               | 95               | 6                | 6                | 1                | 4                | 0                | 105              | 7                |
| 総通算           | 総通算           | 総通算           | 総通算           | 103              | 6                | 8                | 2                | 4                | 0                | 115              | 8                |

- 2018年・2019年は特別指定選手

| 国際大会個人成績 | 国際大会個人成績 | 国際大会個人成績 | 国際大会個人成績 | 国際大会個人成績 |
| 年度             | クラブ           | 背番号           | 出場             | 得点             |
| AFC              | AFC              | AFC              | ACL              | ACL              |
| ---------------- | ---------------- | ---------------- | ---------------- | ---------------- |
| 2021             | 名古屋           | 27               | 0                | 0                |
| 通算             | AFC              | AFC              | 0                | 0                |

出場歴
- Jリーグ初出場 - 2018年4月7日 J1第6節 vs北海道コンサドーレ札幌（札幌ドーム）
- 公式戦初得点 - 2018年5月16日 ルヴァンカップ・GS第6節 vsガンバ大阪（パナソニックスタジアム吹田）
- Jリーグ初得点 - 2021年10月3日 J2第32節 vs水戸ホーリーホック（相模原ギオンスタジアム）

## タイトル

### クラブ
東海学園大学
- 東海学生サッカーリーグ戦1部：1回（2018年）

### 代表
全日本大学選抜
- デンソーカップサッカー（2019年）

ユニバーシアード日本代表
- ナポリ大会（2019年）

## 代表・選抜歴
- U-19全日本大学選抜EAST
  - アジア大学サッカートーナメント（2017年）
- 全日本大学選抜
  - デンソーカップサッカー（2018年、2019年）
  - DENSO CUP SOCCER 第16回大学日韓(韓日)定期戦（2019年）
- ユニバーシアード日本代表
  - ユニバーシアードサッカー競技（2019年）